# Успешное (Курская область)
Успе́шное — деревня в Рыльском районе Курской области. Входит в состав Михайловского сельсовета.

## География
Деревня находится на реке Крупка (приток Обесты), в 121 км западнее Курска, в 18 км западнее районного центра — города Рыльск, в 1,5 км от центра сельсовета  — Михайловка.
Климат
Успешное, как и весь район, расположено в поясе умеренно континентального климата с тёплым летом и относительно тёплой зимой (Dfb в классификации Кёппена).

## Население
| 2002 | 2010 |
| ---- | ---- |
| 142  | ↘95  |

## Инфраструктура
Личное подсобное хозяйство. В деревне 77 домов.

## Транспорт
Успешное находится в 3,5 км от автодороги регионального значения 38К-017 (Курск — Льгов — Рыльск — граница с Украиной), на автодороге межмуниципального значения 38Н-361 (38К-017 — Михайловка — Успешное), в 13,5 км от ближайшей ж/д станции Крупец (линия Хутор-Михайловский — Ворожба).
В 186 км от аэропорта имени В. Г. Шухова (недалеко от Белгорода).